# Abbaye Notre-Dame de Bellozanne
L'abbaye Notre-Dame de Bellozanne est un établissement prémontré, situé sur la commune de Brémontier-Merval, en Seine-Maritime.

## Histoire
Cette abbaye est fondée en 1198 par Hugues V de Gournay, et confiée à l'ordre des Prémontrés. Elle est la fille aînée de l'abbaye de l'Isle-Dieu. En 1198, l'église est consacrée et les religieux investissent l'abbaye. La charte de fondation fait mention de la présence de Robert, abbé de Beaubec, Geoffroy, abbé de l'Isle-Dieu et Robert, abbé d'Ardenne. Elle était située entre deux étangs, depuis asséchés : l'étang du Mont-Louvet et l'étang de Bray. Le 13 juillet 1198, Richard Cœur de Lion confirme les donations faites à l'abbaye. Elles sont à nouveau confirmées par Jean sans Terre le 1er janvier 1200, et par Philippe le Bel le 10 août 1304, de Bellozanne même. Le premier abbé est Raoul, venu de l'Isle-Dieu.
L'abbaye avait le patronage de 7 paroisses, toutes données sauf une en 1198 : Bellozanne, Brémontier et sa succursale Merval, Elbeuf-en-Bray, Saint-Lucien, Le Thil et sa succursale Riberpré. De plus, l'abbaye est la mère du prieuré du Val-Guyon, à Bonnières, aumôné à l'abbaye par Guy Mauvoisin, seigneur de Rosny, en mai 1234.
En août 1314, l'abbaye accueille le roi Philippe le Bel. En juin 1327, c'est au tour du roi Charles IV d'y venir.
L'établissement subit la commende dès 1521. L'un de ses abbés commendataires est le poète Pierre de Ronsard. Au XVIIe siècle, l'abbaye est ravagée par les guerres de la Ligue. Parmi les membres de la communauté, on peut citer François Placet, prieur en 1666, qui est un précurseur de la théorie de la dérive des continents. L'abbaye est l'une des rares en Normandie avec celle de Blanchelande à ne pas adopter la réforme de l'Ordre des Prémontrés, et à conserver la Commune Observance.
À la Révolution, il reste sept religieux. L'abbaye se trouve pillée. L'église est vendue comme bien de la nation à Cartier, boucher de Pont-de-l’Arche, qui achète pour 16 500 livres l’enclos abbatial de Bellozanne, le dépèce et en revend les restes le 6 avril 1797 à Charles Certain pour 2 000 francs seulement, qui ordonna sa démolition. Toutes les pierres ont été réutilisées.

En 1827, un château est construit à l'emplacement des ruines de l'abbaye, qui ainsi disparaissent. Le domaine est passé successivement par alliance aux familles Pajol, Étignard de La Faulotte et d'Avout d'Auerstaedt.

## Architecture
Il ne reste aujourd'hui que des vestiges de l'abbaye : la porterie du XVIIIe siècle, plusieurs bâtiments de la ferme des religieux, les caves sous le château, et l'église Sainte-Marguerite, devenue chapelle du château.

### Mobilier dispersé
Plusieurs églises voisines possèdent des statues, panneaux sculptés et tableaux provenant de l'ancienne abbaye. Leur dispersion est antérieure à l'inventaire de 1791 de Dom Gourdin.

La chapelle Sainte-Marguerite de Bellozanne, voisine de l'abbaye, renferme trois beaux reliefs dans son abside (le martyre de Sainte-Marguerite, l'adoration des mages et l'adoration des bergers) et plusieurs autres panneaux sculptés, ainsi qu'une grande statue de Moïse.
L'église de Brémontier est celle qui possède la plus grande part de ce mobilier : cinq panneaux de bois sculpté dans le chœur, un autel polychrome, les stalles de l'entrée du chœur, les retables des autels latéraux, la chaire et des statues.

A Argueil, l'église Saint-Maurice renferme deux grands panneaux de chêne sculpté.

La collégiale Saint-Hildevert de Gournay-en-Bray possède deux autres grands panneaux de Bellozanne.
Un panneau du retable de l'église de Merval, et le retable du maître-autel de l'église d'Hodeng font également penser aux sculptures de l'abbaye, sans que leur origine soit certaine.

## Liste des abbés
35 abbés réguliers sont recensés dans l'histoire de l'abbaye, selon le Gallia Christiana:
- Raoul (1198 -), venu de l'Isle-Dieu.
- Guillaume I (1212-)
- Hilaire (1232-)
- Hugues I (2 février 1259 -)[8]
- Guillaume II (1330 - 1348)
- Jean I Martin (1348 - 1350)
- Nicolas (1350 - 1388)
- André Hestrel (1388 - 1403)
- Jean II Brunet (1403 - 1423)
- Mathieu Lejeune (1423 - 1425)
- Hugues II Parent (1425 - 1442)
- Jean III Pinart (1442 - 1466)
- Geoffroy de L'Isle (1466 - 1475)
- Vacance (1475 - 1477)
- Jean IV Leclerc (1477 - 1499), prieur-curé du Thil.
- Jean V Boudet (1499 - 1518), prieur-curé de Saint-Lucien.
- Antoine d'Outreleau (1518 - 1521), prieur-curé de Brémontier.
- Robert Coppin, prieur claustral[9].
- Michel Lelong (1522 - 1539)[10], bénédictin de Fécamp, prieur d'Évecquemont.
- abbés Durand et Richard (leur existence est incertaine).

Abbés commendataires:
- Louis Héraut de Servise (1539 - 1543), maître de la chapelle de la reine.
- François Vatable (1543 - 1547), professeur d'hébreu à l'Université de Paris.
- Jacques Amyot (1547 - 1564)[11], élève de Vatable, traducteur de Plutarque, grand aumônier de France, évêque d'Auxerre.
- Pierre de Ronsard (15 mars 1564 - 10 août 1564)[12], poète.
- Jean de Maumont (10 août 1564 - 1576)[13], helléniste, principal du collège de Pompadour à Paris.
- Jean Touchard (1583 - 1597)[14], chanoine de Notre-Dame de Paris, ancien précepteur du cardinal de Vendôme, évêque de Meaux. Il reprend la commende à la mort de Brossin.
- Charles Brossin (1588 - 1591)[15], docteur en théologie, prédicateur ordinaire du duc de Mayenne.
- Antoine Regnard (1599 - 1626), neveu de Touchard, curé de Montjavoult.
- Jean Coignard (1626 - 1668)
- Jacques de Fieux (1668 - 1675)[16]
- Étienne de Fieux (1676 - 1694), frère du précédent, vicaire général et grand archidiacre de Rouen.
- Pierre de Hangest d'Argenlieu (1694 - 1701), prévôt de Saint-Gervais de Soissons.
- Denis Léger (1701 - 1729), docteur de la Sorbonne, grand archidiacre d'Angers, chanoine de la Sainte-Chapelle de Paris.
- Urbain Robinet (1729 - 1758)[17], chanoine de Paris, vicaire général de Rouen.
- Thomas Le Rat (1759 - 1790), chanoine de Rouen.

## Armes de l'abbaye
d'azur à trois fleurs de lys d'or, 2 et 1.

## Propriétaires et occupants du château de Bellozane
- Marguerite Certain de Bellozane, petite-fille de Charles-Jean Certain et dernière du nom[19]. Elle épousa le général Louis Eugène Léonce Pajol (1817-1885), fils du général d'Empire Pierre Claude Pajol (1772-1844).
  - Le couple a une fille, Marie-Malvina-Françoise-Amandine Pajol qui épousa Henri Étignard de La Faulotte.
    - Le couple a une fille, Hélène Étignard de La Faulotte (1880-1946) qui épousa Louis Davout (1877-1958), 4e duc d’Auerstaedt et gendre des précédents.

## Sources et bibliographie
- Jean Benoît Désiré Cochet, « Notice historique sur l'ancienne abbaye de Bellosane », dans Précis analytique des travaux de l'Académie des Sciences, Belles-lettres et Arts de Rouen, Rouen: Alfred Péron, 1847, p. 327-336
- Jean Benoît Désiré Cochet, Répertoire archéologique du département de la Seine-inférieure, Paris, Imprimerie nationale, 1871 (lire en ligne)
- Jean Fournée, Odile Le Bertre-Turban, L'abbaye de Bellozanne, CRDP Rouen, 1979. Notice BnF
- Achille de Rochambeau, La famille de Ronsart: recherches généalogiques historiques et littéraires sur P. de Ronsard et sa famille], Paris, A. Franck, 1868, [lire en ligne]
- Dieudonné Dergny, Les cloches du Pays de Bray, Paris, Derache, 1863, [lire en ligne]
- Simon Barthélemy Joseph Noël, Premier essai sur le département de la Seine-Inférieure, Rouen: Imprimerie des arts, 1795, [lire en ligne]
- Abbaye de Bellozanne, archives départementales de la Seine-Maritime, 4H.